# La Nuit du Bien Commun
La Nuit du Bien Commun, fondée en 2017, est un fonds de dotation producteur d'évènements caritatifs à visée sociale et humanitaire et à but non lucratif. Son objectif est de collecter des financements auprès d'entreprises et particuliers et de les reverser à des associations d'intérêt général. Le fonds est régulièrement critiqué pour sa proximité avec les milieux ultra-conservateurs.

## Historique

Pierre-Édouard Stérin.

La Nuit du Bien Commun (NDBC) est cofondée, en 2017, par les hommes d'affaires Pierre-Édouard Stérin, Stanislas Billot de Lochner, et Thibault Farrenq, spécialiste de l'événementiel. La première soirée caritative se tient au théâtre Mogador à Paris. Quinze associations sont retenues pour recevoir des dons, parmi lesquelles figurent : Enfants du Mékong, Espérance banlieues, l’Institut libre de journalisme, l'association Lazare, l'association Joker. 
NDBC est reproduite, après sa première édition à Paris en 2017, dans une vingtaine de métropoles en France au profit d'associations locales mais aussi en Belgique et en Suisse,. Chaque soirée permet à une dizaine d'associations de présenter leur projet devant une salle de personnes qui souhaitent effectuer des dons. Les associations explicitent leur projet pendant quelques minutes puis un commissaire-priseur prend la parole et s'occupe de demander les dons des participants. Les dons promis sont annoncés par palier de 5 000 à 100 euros. Lors de la mise aux enchères, chaque offre, à l'aide d'une pancarte brandie par les donateurs dans la salle, est retenue en donation. Le montant financier atteint au cours de la soirée s’affiche sur l’écran de la scène en temps réel. 
En 2021, la cinquième édition parisienne, animée par Cécile de Ménibus, présentatrice sur C8 et Sud Radio, se tient à Olympia et recueille plus d’un million d’euros au profit de douze associations qui selon Libération sont liées aux « sphères catholiques dures ».
La huitième édition parisienne se tient l’Olympia, en décembre 2024, et permet de récolter 1,4 million d'euros.

## Gouvernance
À compter de 2021, Louis de Bourbon, prétendant légitimiste au trône de France, préside le comité de soutien de la NDBC. Y participent aussi : Gonzague de Blignières cofondateur de Raise et du Réseau Entreprendre, Diane de Montessus qui assure le suivi des partenariats à l’Institut Européen de Coopération et de Développement, le journaliste Bernard de La Villardière, Jean-Marie Destrée de la Fondation Caritas France, Paul-François Croisille directeur du développement d’Excellence Ruralités,. 
À partir de 2023, François Morinière est président du fonds de dotation de La Nuit du Bien Commun. 
En juin 2025, les trois fondateurs Stanislas Billot de Lochner, Thibault Farrenq, et Pierre-Édouard Stérin annoncent quitter le conseil d’administration du fonds de dotation. Cette évolution doit permettre de « conserver son caractère strictement philanthropique » à La Nuit du Bien Commun, Pierre-Édouard Stérin se recentrant sur son projet politique Périclès.

## Controverses
Les liens entre des organisateurs de La Nuit du Bien Commun et les « mouvements ultra-conservateurs » sont mentionnés. L'Express estime que certaines associations financées sont identitaires ou anti-avortement. Médiapart révèle que La Nuit du Bien Commun finance des structures idéologiquement très homogènes, parmi lesquelles figurent des établissements privés hors contrat du réseau Espérance banlieues visés par des accusations de violences volontaires sur mineurs et de racisme, la chaîne YouTube « Je révise avec toi » qui enseigne l'histoire avec une vision politique de droite. Mediapart note que le soutien à ces organisations permet au Fonds du bien commun de bénéficier d'une déduction fiscale alors que Stérin est un exilé fiscal,.
En 2024, la Ville de Marseille, partenaire de La Nuit du Bien Commun depuis 2022, décide de ne plus participer au projet organisé à Marseille, après avoir eu connaissance de la proximité de Pierre-Édouard Stérin, cofondateur de La Nuit du Bien Commun, avec l'extrême droite. La Fondation de France fait de même mais sans expliquer sa décision.